# 凤山彝族蒙古族乡
凤山彝族蒙古族乡是中华人民共和国贵州省毕节市大方县下辖的一个民族乡。2019年8月8日，原凤山彝族蒙古族乡的联兴村、白鸡村划归鹏程街道管辖。

## 行政区划
凤山彝族蒙古族乡下辖以下村级行政区划单位：
凤山村、谢都村、白鸡村、联兴村、羊岩村、石坪村、店子村、杉坪村和营川村。